# Алжирці у Великій Британії
Алжирці у Сполученому Королівстві є жителями Сполученого Королівства з Алжиру. Серед них є іммігранти алжирського походження та їхні нащадки британського походження.

За даними Інформаційного центру про надання притулку та біженців (ICAR), алжирське населення Великої Британії не є добре відомим чи зрозумілим широкому загалу. Чисельність алжирців була невеликою до початку 1990-х років, з тих пір вона зросла, частково в результаті громадянської війни в Алжирі 1991—2002 років. Проте населення залишається невеликим у порівнянні з іншими, більш усталеними групами біженців. ICAR також стверджує, що «існує мало відчуття єдиної „спільноти“» алжирців у Великій Британії та що існує певний ступінь взаємної підозри серед британських алжирців.

## Демографія

### Населення
Згідно з переписом населення Великої Британії 2001 року, у Великій Британії проживало 10 670 алжирців. Перепис 2011 року зафіксував 23 601 жителя Англії, 328 Уельсу, 895 Шотландії та 132 Північної Ірландії, які народилися в Алжирі. За оцінками Управління національної статистики, у 2017 році 33 000 жителів Великої Британії народилися в Алжирі.

### Розміщення населення
Більшість алжирців у Великій Британії можна знайти в районі Великого Лондона, зокрема Волтемстоу, Еджвер, Лейтон і Фінсбері Парк (район) (останній з яких став широко відомий як «Маленький Алжир»). Окрім британської столиці, значні громади алжирців проживають у Глазго, Шеффілді, Бірмінгемі, Манчестері, Лестері та Борнмуті.
Національна асоціація британських арабів класифікує іммігрантів, які народилися в Алжирі, як арабів. На основі даних перепису 2011 року це вказує на те, що вони є п'ятою за чисельністю популяцією британських арабів за країною народження.

### Вік і стать
Розслідування 2007 року, проведене Міжнародною організацією з міграції, показало, що алжирська громада у Великій Британії в цілому була досить молодою, близько половини всіх алжирців у Великій Британії, за прогнозами, були віком до 40 років. Як уже пояснювалося, алжирська громада у Великій Британії є досить невеликою, але швидко розвиваючою етнічною групою. Те саме дослідження МОМ показало, що з усіх алжирців, які проживають у Великій Британії, 20 % з них були зареєстровані в переписі 1991 року і ще 30 % в переписі 2001 року, а решта 50 % прибули протягом першого десятиліття 21 століття. З точки зору статі, перепис населення 2001 року показав, що 71 % алжирців у Великій Британії були чоловіками, тоді як останні оцінки припускають, що дисбаланс між чоловіками та жінками може бути ще більшим. Вважається, що це пов'язано з тим, що чоловіки без документів мають більше шансів дістатися до Великої Британії, ніж жінки без документів.

### Релігія
Більшість алжирців, які проживають у Великій Британії, є мусульманами. Мечеть Східного Лондона приваблює багато алжирців. Проте мечеть Сулейманіє, яка належить британсько-турецькій громаді, також повідомляється, що приваблює багато алжирців (особливо алжирських турків).

## Особи, які шукають притулку
Алжир є значним джерелом шукачів притулку до Великої Британії. Більшість із них є законослухняними та мирними громадянами, але численні алжирці, які проживають у Великій Британії, привернули увагу громадськості через свої екстремістські погляди. Алжир є найбільшим джерелом заявок на надання притулку з арабської Північної Африки до Великої Британії та поряд із Сомалі, Демократичною Республікою Конго, Нігерією та Сьєрра-Леоне як африканськими країнами з найбільшою кількістю осіб, які звертаються за правами на притулок та отримують право в них. Нижче наведено таблицю, яка показує кількість алжирців, які подали заявки на притулок у Великій Британії, порівняно з кількістю тих, хто фактично його отримав (1998—2007).
|                  | 1998  | 1999  | 2000  | 2001  | 2002  | 2003 | 2004 | 2005 | 2006 | 2007 |
| ---------------- | ----- | ----- | ----- | ----- | ----- | ---- | ---- | ---- | ---- | ---- |
| Отримані заявки  | 1,260 | 1,385 | 1,635 | 1,140 | 1,060 | 550  | 490  | 255  | 225  | 260  |
| Прийняті заявки  | 310   | 475   | 65    | 65    | 20    | 5    | 10   | 5    | 0    | 0    |
| Відхилені заявки | 950   | 910   | 1,570 | 1,075 | 1,040 | 545  | 480  | 250  | 225  | 260  |
| Відсоток успіху  | 25 %  | 34 %  | 4 %   | 6 %   | 2 %   | 1 %  | 2 %  | 2 %  | 0 %  | 0 %  |

## Набуття громадянства
Нижче наведено таблицю, яка показує, скільки алжирців отримали британське громадянство та право на проживання (1998—2007).
|                                  | 1998 | 1999 | 2000 | 2001 | 2002  | 2003  | 2004  | 2005  | 2006  | 2007  |
| -------------------------------- | ---- | ---- | ---- | ---- | ----- | ----- | ----- | ----- | ----- | ----- |
| Особи, які отримали громадянство | 332  | 376  | 629  | 705  | 1,345 | 1,145 | 1,255 | 1,485 | 1,015 | 1,170 |

## Відомі люди
- Elyes Gabel: актор, відомий своїми ролями в драмах BBC Casualty і Waterloo Road, а також своєю роллю в 1 і 2 сезонах серіалу «Гра престолів».
- Тарік О'Ріган: композитор. Він є лауреатом двох премій British Composer Awards, а деякі його роботи були відзначені двома номінаціями на Греммі
- Сай Кернін, британський співак/автор пісень і музикант
- Рачіда Ламарі: письменниця, музикант і культурний діяч. Вона є засновницею культурної організації Culturama
- Сімона Лабіб, шотландська актриса
- Фейсал Беттаче, англійський професійний футболіст, який грає на позиції півзахисника Олдем Атлетік на правах оренди з Куїнс Парк Рейнджерс.
- Заїда Бен-Юсуф: фотограф-портретист, народилася в Англії, де провела свої перші роки до переїзду до Америки. У 1901 році журнал Ladies Home Journal вважав її однією з «найвидатніших жінок-фотографів Америки».